# Panterjeva mušnica
Panterjeva mušnica (znanstveno ime Amanita pantherina) je gliva iz rodu mušnic (Amanita). V preteklosti je bila znana tudi kot pegasta mušnica.

## Značilnosti
Klobuk je sive, sivo rjave ali rjave barve in posut z belimi krpicami, ki so pri mladih gobah večje, pri starejših pa manjše in nikoli urejene v krogih. Včasih ima površina klobuka kovinski sijaj. Obrobje klobuka, ki lahko doseže premer do 12 cm je rahlo nažlebkano.
Spodnja stran klobuka je sestavljena iz gostih lističev bele barve, ki se ne dotikajo beta gobe.
Bet lahko doseže v višino 15 cm in ima premer okoli 1,5 cm in je vedno bele barve, v dnišču pa gomoljasto odebeljen in obdan z več ostaneki ovojnice bele barve. Na sredini beta se nahaja ostanek zastiralca bele barve, ki je gladko in nikoli nažblebkano.
Bet je pri mladih gobah poln, pri starejših pa votel.
Meso gobe je bele barve z rahlim vonjem po redkvicah in neizrazitega okusa.

## Razširjenost in življenjski prostor
Panterjeva mušnica je ektomikorizna gliva, ki živi v koreninski simbiozi z drevesom, iz katerega črpa hranila nastala pri fotosintezi in v zameno rastlini pomaga pri črpanju hranil in mikroelementov iz tal. Uspeva v listnatih gozdovih, kjer prevladujejo hrast, kostanj in gaber pa tudi smrekov gozd, raste pa ob istem času kot poletni goban in pogosto v njegovi bližini. Najdemo jo tudi na Slovenskem in sicer od junija do oktobra, sicer pa je razširjena je v zmernem podnebnem pasu po celotni severni polobli. Našli so jo tudi v južni afriki, kamor je verjeno bila vnešena z uvoženimi sadikami iz Evrope in Azije.

## Mikroskopske značilnosti
Trosni odtis je bele barve. Trosi so eliptični, gladki, amiloidni in merijo 10–12 x 7–8 μm.

## Podobne vrste
- rdečkasta mušnica (Amanita rubescens) ima mestoma rdečkasto meso klobuka in dnišča
- podaljšana mušnica (Amanita excelsa) ima obroček, ki je na zgornji strani nažlebkan
- rjava mušnica (Amanita regalis) ima manj svetleč rjav klobuk in okrast bet
- hrapava mušnica (Amanita franchetii) ima bolj ploščate rumenkaste luskice in svetlejši okrast klobuk

## Uporabnost
Strupena. Povzroča ibotenski sindrom. Zastrupitev se izrazi zelo hitro po zaužitju. Sprva se kaže kot zmedenost z motnjami vida in govora ter težav z usklajenostjo gibov, kasneje se pokažejo kognitivne motnje in bodisi ekscitacijski učinki (psihomotorični nemir, evforija in tonično-klonični krči) bodisi depresivni učinki (depresija in izčrpanost). Slovenski raziskovalci so ugotovili, da  so učinki podobni tistim pri zastrupitvi z rdečo mušnico, le da so imeli bolniki, zastrupljeni z panterjevo mušnico pogosteje depresivne učinke in so končali v komi. Obe gobi vsebujeta psihoaktivni spojini ibotensko kislino in muscimol. Razlike v učinkovanju pripisujejo temu, da ima rdeča mušnica več ibotenske kisline.. 

## Galerija slik
- ilustracija
- mladi panterjevi mušnici
- klobuk z belimi krpicami in kovinskim sijajem
- obroček